# Diamantová liga 2013
Samsung Diamantová liga 2013 byla čtvrtá série atletických závodů Diamantové ligy.

## Kalendář
| Datum           | Mítink                     | Město      | Výsledek | Oficiální web                                   |
| --------------- | -------------------------- | ---------- | -------- | ----------------------------------------------- |
| 10.5.2013       | Doha Diamond League        | Dauhá      | Výsledky | Zde Archivováno 13. 6. 2011 na Wayback Machine. |
| 19.5.2013       | Shanghai Golden Grand Prix | Šanghaj    | Výsledky | Zde Archivováno 4. 7. 2013 na Wayback Machine.  |
| 25.5.2013       | Adidas Grand Prix          | New York   | Výsledky | Zde Archivováno 16. 6. 2013 na Wayback Machine. |
| 31.5 – 1.6.2013 | Prefontaine Classic        | Eugene     | Výsledky | Zde Archivováno 11. 7. 2015 na Wayback Machine. |
| 6.6.2013        | Golden Gala                | Řím        | Výsledky | Zde Archivováno 11. 7. 2015 na Wayback Machine. |
| 13.6.2013       | Bislett Games              | Oslo       | Výsledky | Zde Archivováno 7. 7. 2013 na Wayback Machine.  |
| 30.6.2013       | British Grand Prix         | Birmingham | Výsledky | Zde Archivováno 12. 7. 2011 na Wayback Machine. |
| 4.7.2013        | Athletissima               | Lausanne   | Výsledky | Zde Archivováno 5. 12. 2013 na Wayback Machine. |
| 6.7.2013        | Meeting de Paris           | Paříž      | Výsledky | Zde Archivováno 27. 7. 2013 na Wayback Machine. |
| 19.7.2013       | Meeting Herculis           | Monako     | Výsledky | Zde Archivováno 15. 6. 2013 na Wayback Machine. |
| 26. – 27.7.2013 | London Grand Prix          | Londýn     | Výsledky | Zde Archivováno 31. 7. 2013 na Wayback Machine. |
| 23.8.2013       | Bauhaus-Galan              | Stockholm  | Výsledky | Zde Archivováno 21. 7. 2013 na Wayback Machine. |
| 29.8.2013       | Weltklasse Zürich          | Curych     | Výsledky | Zde                                             |
| 6.9.2013        | Memoriál Van Dammeho       | Brusel     | Výsledky | Zde Archivováno 29. 6. 2013 na Wayback Machine. |

## Vítězové
| Muži                       | Muži              | Muži    |
| -------------------------- | ----------------- | ------- |
| Běh na 100 metrů           | Justin Gatlin     | 14 bodů |
| Běh na 200 metrů           | Warren Weir       | 18 bodů |
| Běh na 400 metrů           | LaShawn Merritt   | 20 bodů |
| Běh na 800 metrů           | Mohammed Aman     | 22 bodů |
| Běh na 1500 metrů          | Ayanleh Souleiman | 18 bodů |
| Běh na 5000 m              | Yenew Alamirew    | 19 bodů |
| Běh na 3000 metrů překážek | Conseslus Kipruto | 15 bodů |
| Běh na 110 metrů překážek  | David Oliver      | 18 bodů |
| Běh na 400 metrů překážek  | Javier Culson     | 15 bodů |
| Skok do výšky              | Bohdan Bondarenko | 26 bodů |
| Skok o tyči                | Renaud Lavillenie | 22 bodů |
| Skok daleký                | Alexandr Meňkov   | 18 bodů |
| Trojskok                   | Christian Taylor  | 23 bodů |
| Vrh koulí                  | Ryan Whiting      | 26 bodů |
| Hod diskem                 | Gerd Kanter       | 16 bodů |
| Hod oštěpem                | Vítězslav Veselý  | 18 bodů |

| Ženy                       | Ženy                          | Ženy    |
| -------------------------- | ----------------------------- | ------- |
| Běh na 100 metrů           | Shelly-Ann Fraserová-Pryceová | 20 bodů |
| Běh na 200 metrů           | Shelly-Ann Fraserová-Pryceová | 15 bodů |
| Běh na 400 metrů           | Amantle Montshoová            | 24 bodů |
| Běh na 800 metrů           | Eunice Jepkoech Sumová        | 12 bodů |
| Běh na 1500 metrů          | Abeba Aregawiová              | 28 bodů |
| Běh na 5000 m              | Meseret Defarová              | 18 bodů |
| Běh na 3000 metrů překážek | Milcah Chemos Cheywaová       | 20 bodů |
| Běh na 100 metrů překážek  | Dawn Harperová                | 24 bodů |
| Běh na 400 metrů překážek  | Zuzana Hejnová                | 32 bodů |
| Skok do výšky              | Světlana Školinová            | 20 bodů |
| Skok o tyči                | Silke Spiegelburgová          | 17 bodů |
| Skok daleký                | Shara Proctorová              | 17 bodů |
| Trojskok                   | Caterine Ibargüenová          | 28 bodů |
| Vrh koulí                  | Valerie Adamsová              | 24 bodů |
| Hod diskem                 | Sandra Perkovićová            | 32 bodů |
| Hod oštěpem                | Christina Obergföllová        | 25 bodů |